# 十友控股
十友控股有限公司，簡稱十友控股(英語：Rainbow Brothers Holdings Limited，港交所除牌時0033.HK)，在1996年由許坤華成立，在2007年於香港交易所主版上市，是香港銷售一元店及一美元以下產品公司，因此與美國沃爾瑪相似。其業務為一元店業務經營商設計、開發、採購及供應耐用消費品(主要為派對及喜慶節日用品),國內從事地產開發項目，同時涉足香港財務策劃服務行業。在2012年3月6日，易名為和協海峽金融集團有限公司 。

## 股份配售軼事
十友控股公開招股將以90%國際配售，10%公開認購進行，超額認購24.8倍。在2007年11月18日在香港交易所主板上市。上市後，較招股價1.5元高3.3%，成交2,287.7萬港元。

## 外部連結
- 十友控股投資網站（页面存档备份，存于）
- RainbowBrothers.com
- 【首日掛牌】十友控股(0033-HK)全日收報1.55元，高招股價3.3%（页面存档备份，存于）
- 十 友 今 招 股 入 場 費 3030[]
- 「 一 元 店 」 十 友 下 月 掛 牌[]